# Lista över avsnitt av Johnny Bravo
Johnny Bravo är en amerikansk animerad TV-serie, skapad av Van Partible för Cartoon Network. Serien började ursprungligen som tre kortfilmer som sändes som en del av World Premiere Toons (senare What a Cartoon!) från 1995 till 1997. Kortfilmerna införlivades senare i seriens första säsong som seriens första avsnitt, som hade premiär den 7 juli 1997. Serien hade officiell premiär den 14 juli 1997 och det sista avsnittet sändes den 27 augusti 2004.

## Översikt
| Serie | Serie          | Avsnitt        | Avsnitt        | Originalvisning       | Originalvisning      | Originalvisning          |
| Serie | Serie          | Avsnitt        | Avsnitt        | Första sändningsdatum | Sista sändningsdatum | Originalkanal            |
| ----- | -------------- | -------------- | -------------- | --------------------- | -------------------- | ------------------------ |
|       | Pilotavsnitt   | 3              | 3              | 26 mars 1995          | 1 januari 1997       | Cartoon Network          |
|       | 1              | 13             | 13             | 14 juli 1997          | 15 december 1997     | Cartoon Network          |
|       | 2              | 22             | 22             | 2 juli 1999           | 28 januari 2000      | Cartoon Network          |
|       | 3              | 17             | 17             | 11 augusti 2000       | 14 juni 2002         | Cartoon Network          |
|       | 4              | 13             | 13             | 20 februari 2004      | 27 augusti 2004      | Cartoon Network          |
|       | Specialavsnitt | 2              | 2              | 7 december 2001       | 14 februari 2004     | Cartoon Network          |
|       | Indien-special | Indien-special | Indien-special | 28 juni 2009          | 28 juni 2009         | Cartoon Network (Indien) |
|       | TV-film        | TV-film        | TV-film        | 11 april 2011         | 11 april 2011        | Cartoon Network (Indien) |

## Lista över avsnitt

### Pilotavsnitt (1995–1997)
De tre avsnitten sändes som en del av World Premiere Toons, senare What a Cartoon!. Senare införlivas de tre avsnitten i seriens första säsong som det första avsnittet.
| Nr i serien | Nr i säsongen | Titel                               | Regissör     | Författare   | Sändningsdatum |
| ----------- | ------------- | ----------------------------------- | ------------ | ------------ | -------------- |
| 1a          | 1a            | "Johnny Bravo"                      | Van Partible | Van Partible | 26 mars 1995   |
| 1b          | 1b            | "Jungle Boy in Mr. Monkeyman"       | Van Partible | Van Partible | 9 oktober 1996 |
| 1c          | 1c            | "Johnny Bravo and the Amazon Woman" | Van Partible | Van Partible | 1 januari 1997 |